# Mathias Djoumessi
Mathias Djoumessi est un homme politique camerounais né vers 1900, et mort en 1966. Il est  le 7e monarque de la dynastie à la tête de la chefferie bamiléké de Foréké-Dschang et premier président de l'UPC.

## Biographie

### Débuts
Mathias Djoumessi naît à Foréké-Dschang, en pays bamiléké à l’ouest du Cameroun autour des années 1900.
Les colons allemands présents sur le territoire dès 1884 pénètrent l'intérieur du Cameroun et remontent le Grassfield.

### Carrière politique

#### Chef traditionnel nationaliste
À Pâques 1925, il succéda à son père Ndonbou comme 7e monarque de la dynastie à la tête de la chefferie bamiléké de Foréké-Dschang.
Il sera plus tard le président du Kumzse, l’association des chefs coutumiers bamiléké et, en 1950, il publiera le premier vocabulaire “franco-bamiléké”. Il introduit la culture du café dans le pays bamiléké.

#### Premier président de l'UPC et démissionnaire après 1 an et 6 mois
Les dirigeants de l'UPC le rencontrent durant l'été 1948 pour le convaincre d'adhérer au parti. Celui-ci, en recherchant l'alliance avec des chefs traditionnels, entendait accélérer son développement en favorisant l’adhésion de communautés après avoir recruté son leader.
Mathias Djoumessi est le premier président de l'UPC. Grégoire Momo est son beau-frère et chef de cabinet.
“La désignation de Djoumessi Mathias comme président de l’Upc n’était pas un hasard. Ne perdons pas de vue qu'originellement l’Upc était la section camerounaise du Rda, le Rassemblement démocratique africain fondé par Houphouët Boigny. Or Djoumessi Mathias fait partie des 5 Camerounais qui se sont retrouvés à Bamako en 1946 pour lancer le Rda.”
selon Jean Claude Tchouankap, historien, chercheur et auteur de deux thèses sur l’Upc.
L'administration coloniale entreprend dès lors de l’intimider pour le contraindre à renoncer à ses activités politiques. Quelques jours après sa désignation, le bureau de l'organisation est convoqué par le commissaire de police de Dschang. Djoumessi est ensuite excommunié par le révérend père supérieur de la mission catholique de la ville. En juillet 1949, il est inculpé sous la fausse accusation de coups et blessures, ce qui lui vaut une condamnation à trois ans de prison avec sursis. Dans les mois qui suivent, les procédures judiciaires se multiplient contre les militants du Kumzé et de l'UPC. En avril 1950, l'administration fait emprisonner une douzaine de leaders nationalistes et syndicaux, parmi lesquels Mathias Djoumessi.
Il démissionna de la tête de l’UPC en novembre 1650, prétextant vouloir garder son indépendance à l'égard du PCF. L'administrateur Paul Audat fait de lui cette description : « il voulait surtout demeurer le chef supérieur des Dschang, rester apprécié de l’évêque et garder toutes ses femmes (la polygamie étant fréquente chez les chefs traditionnels) ». Il exclut le vice-président du Kumzse Abel Kingué, resté fidèle à l'UPC, et se rallie au politicien pro-français Alexandre Douala Manga Bell et à Ahmadou Ahidjo. Peu après ce retournement politique, sa condamnation en justice est annulée officiellement pour « vice de forme ».

#### Acteur de la décolonisation et de l’indépendance du Cameroun
De 1925 à 1960, dans le contexte difficile de cohabitation avec la puissance coloniale et des indépendances, il participa à la mise en place des piliers de l'État du Cameroun. Il est toutefois décrit dans une note de l'administration française comme étant « foncièrement autoritaire et xénophobe (l'étranger commençant à l'individu non bamiléké) ».